# Ndvungunye
Ndvungunye, conosciuto anche come Zikodze (Zwane) o Mavuso II (1760 – 1815), è stato re dello Swaziland dal 1745 al 1780, dopo essere succeduto a suo padre, re Ngwane III, in seguito a una brevissima reggenza della Ndlovukati LaYaka Ndwandwe. Si sa molto poco della qualità della leadership sotto il suo regno. Ndvungunye costruì la sua residenza o Sigodlo vicino a Mhlosheni ai piedi delle colline eMhlosheni a Shiselweni, nel sud-est dello Swaziland moderno vicino a Zombodze, dove suo padre Ngwane si era stabilito durante il suo regno. Durante il suo regno, lo Swaziland subì un periodo di espansione e consolidamento limitati che è oscurato da quello di suo figlio, re Sobhuza I. Gli insediamenti a Shiselweni stabiliti sotto il suo regno che egli pose sotto la tutela del suo capo Sukumbili Mbokane non avrebbero tuttavia fornito una solida base per il futuro stato Swazi come indicato dagli attacchi dopo la sua morte a Sobhuza da parte dei capi Ndwandwe. Ndvungunye morì nwl 1815 dopo essere stato colpito da un fulmine. Ndvungunye era sposato con Lojiba Simelane e Somnjalose Simelane. Fu con quest'ultima che ebbe suo figlio Sobhuza I.  Lojiba tuttavia divenne la nuova regina poiché era una sorella maggiore di Somnjalose, mentre Sobhuza I divenne re nel 1815 dopo la reggenza della regina Lomvula Mndzebele.

## Biografia
Ndvungunye nacque nel 1760 come figlio di Ngwane III e Inkhosikati Lomvula Mndzebele. Successe al padre Ngwane nel 1780. Quando Ndvungunye divenne re, il centro del potere reale in Swaziland si trovava nel sud del paese nell'attuale distretto di Shiselweni. Di conseguenza, Ndvungunye aveva il suo kraal reale a Shiselweni ai piedi dei monti eMhlosheni. I governatori del suo kraal reale erano Mahagane Hlophe e Lahaha Mbokane, figlio del capo Sukumbili Mbokane. La residenza e il kraal reale della Ndlovukati erano invece a Lobamba e il governatore lì era Danisile Nkambule. Durante il suo regno, i regni più potenti della regione erano Ndwandwe e Mtetwa. Ndvungunye supervisionò un'espansione e un consolidamento limitati del popolo Ngwane. Gli insediamenti Swazi/Ngwane a Shiselweni ottennero più ricchezza e potere militare sotto forma di bestiame e crescita demografica. Tuttavia, gli insediamenti Shiselweni erano vulnerabili agli attacchi dei clan rivali Ndwandwe che risiedevano a sud, vicino al fiume Pongola. Questi si sarebbero visti più tardi sotto il regno di suo figlio Sobhuza I.

## Discendenza
Ndvungunye ebbe diverse mogli e molti figli. Il più famoso dei suoi figli fu Sobhuza I, che ebbe con Somnjalose Simelane. L'elenco incompleto dei figli di Ndvungunye è il seguente:
- Ngwenyama Somhlolo (Sobhuza I, Ngwane IV)
- Principe Malunge
- Principe Magwegwe
- Principe Ngwekati
- Principe Phungodze
- Principe Sobandla
- Principe Sobhiyoze
- Principe Sobokazane
- Principe Ndlovu
- Principe Ngcayini
- Principe Fetshane
- Principe Cebisa
- Principe Mphondvo
- Principe Taba

## Eredità
Attualmente a Mzinsangu c'è una scuola chiamata "Ndvungunye Primary school".